# 부정 행위

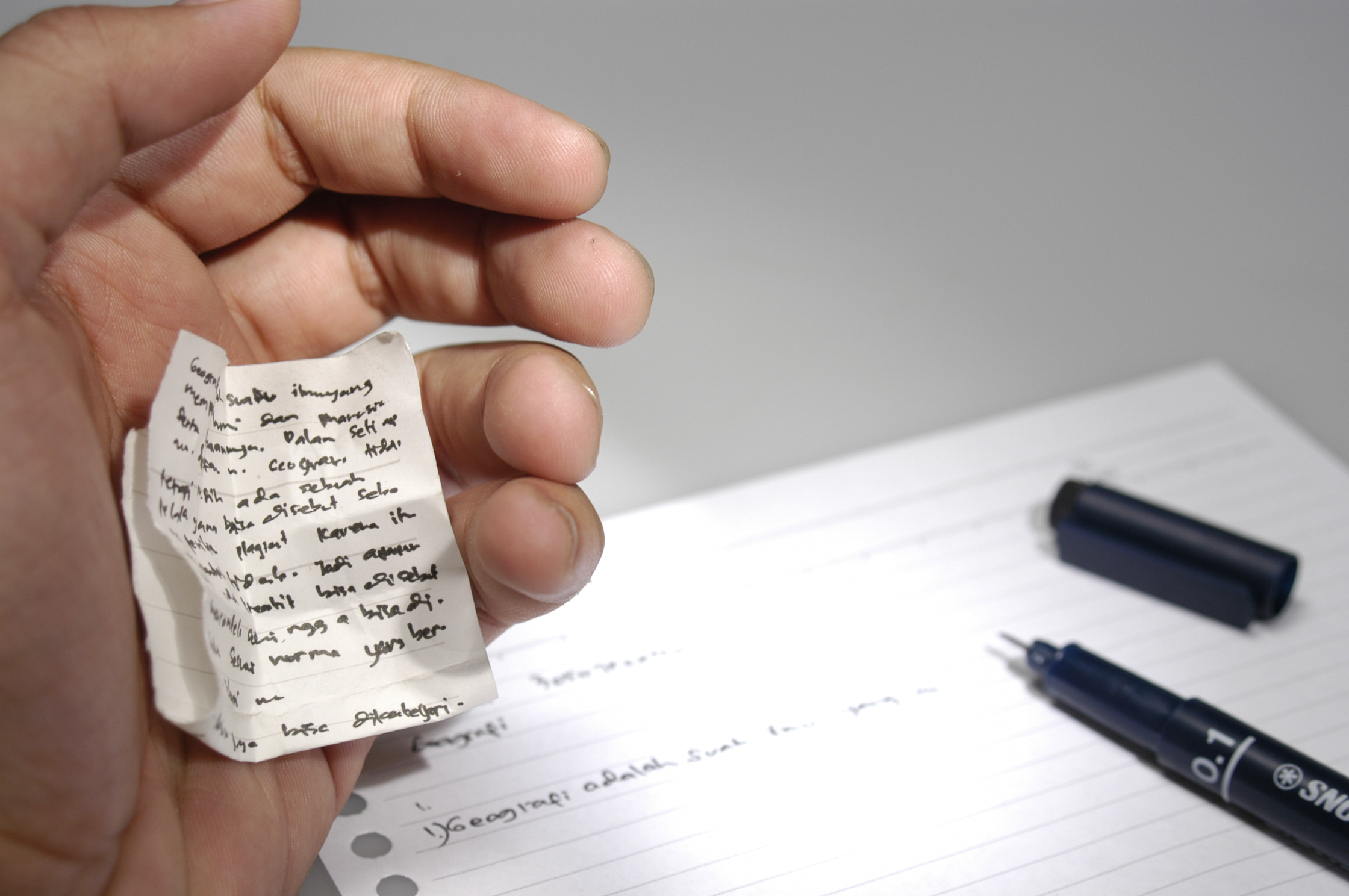
시험 도중 부정 행위를 하는 모습.

부정 행위(不正行爲)는 사전적인 의미로는 "정당하지 않은 행위"를 가리키며, 곧 경쟁 상황에서 이득을 취하기 위해 규칙을 깨는 행위를 가리킨다.

## 용어
대한민국하고 일본에서는 영어 cunning(교활한)에서 온 컨닝(문화어)·커닝 및 칸닝구(カンニング)를, 영어권에서는 치팅(cheating), 중국, 홍콩, 대만에서는 抄小抄(차오샤오차오)라 한다.

## 목적
커닝(cunning)이란 수험생들이 시험 점수를 조작하기 위해 감독자 몰래 미리 준비한 답을 보고 쓰거나 남의 것을 베끼는 것으로, 초등학교를 비롯한 학업 등의 시험에서는 이러한 행위를 금지하고 있다. 만일 시도하다 적발되면 시험지를 회수당하는 것은 물론, 점수도 모두 0점으로 처리하여 시험 자체를 모두 무효화한다. 경기에서는 허가되지 않은 도핑 등의 행위를 예로 들 수 있으며, 도박에서도 사람을 속이는 등의 행동으로 부정 행위가 일어나기도 한다. 비디오 게임에서는 어느 정도의 레벨에 오르기 위해서는 노력을 기울일 필요가 있으나 치트키를 이용하여 기존의 단계를 넘어설 수 있다.

## 같이 보기
- 연구부정행위
- 학문적 부정직
- 2005학년도 대학수학능력시험 부정행위 사건
- 스티븐 레빗, Stephen J. Dubner. (2005). 《Freakonomics: A Rogue Economist Explores the Hidden Side of Everything》. William Morrow/HarperCollins. ISBN 0-06-073132-X.